# Gisbert Combaz

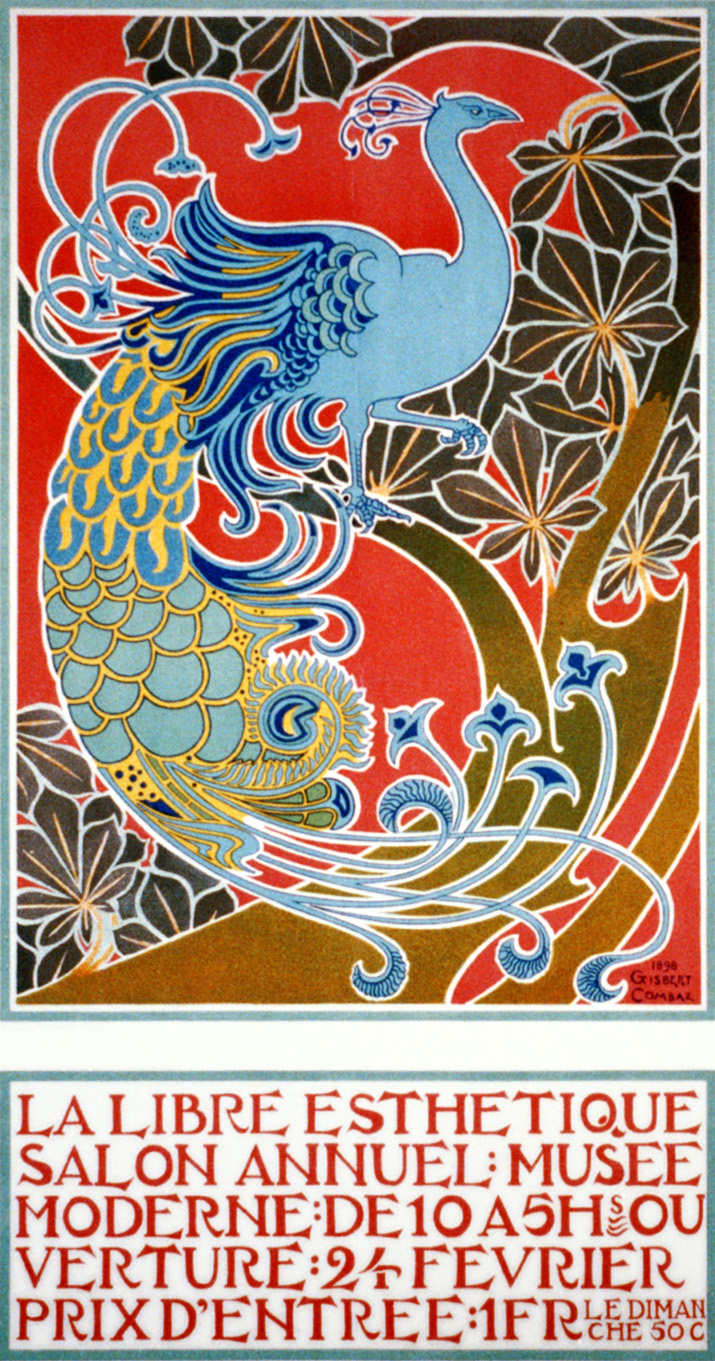
Affiche voor het salon van La Libre Esthétique (1898)

Gisbert Combaz (Antwerpen, 23 september 1869 - Sint-Gillis,  18 januari 1941) was een Belgisch jurist en kunstenaar. Hij is vooral gekend voor diverse affiches, maar deze kunstvorm volstond niet om de creativiteit van Combaz te absorberen. Hij schilderde en lithografeerde, illustreerde boeken van zichzelf en anderen, ontwierp tientallen boekomslagen, briefkaarten, schoolschriften, tegels, vlaggen en zelfs meubels. Dat hij nooit de bekendheid kreeg van een Henri van de Velde of Henri Meunier, kwam mede door zijn grote bescheidenheid en het feit dat hij al vrij snel na 1910 voorrang gaf aan een carrière van lesgever en wetenschapper (hij werd een gerespecteerd Sinoloog).

## Biografie
In 1891 werd hij doctor in de rechten aan de Universiteit van Brussel en in 1893 volgde zijn inschrijving aan de Academie voor Schone Kunsten. 
Op 16 april 1895 trouwde hij met Martha Verhas. In 1896 kregen zij een zoon Jean, in 1897 een dochter Suzanne en in 1903 nog een dochter Denise.  
In de periode 1898-1939 was Combaz professor aan de Elsense School voor industriële en decoratieve kunsten. Daarnaast was hij van 1912 tot 1940 hoogleraar decoratieve compositie aan de Academie voor Schone Kunsten in Brussel. René Magritte was daar een van zijn pupillen. 
In de jaren '30 publiceerde hij samen met R. Grousset, H. Maspero en Paul Pelliot een aantal werken over Oosterse kunst. De erudiete kunstenaar schiep een grote verscheidenheid van werken en geldt als een van de belangrijkste voorvechters van de Belgische art nouveau. 
Gisbert Combaz had een persoonlijke stijl die nog steeds herkenbaar is. Zijn affiches voor de tentoonstelling van La Libre Esthetique en zijn sets van ansichtkaarten worden heden ten dage nog steeds gewaardeerd. 

## Publicaties
Combaz was auteur van de volgende boeken:
- L'évolution du stupa en Asie, 1933
- L'évolution du stupa en Asie. Les symbolisme du Stupa, 1937
- L'Inde et l'Orient classique, 1937
- Les palais impériaux de la Chine
- Les sépultures impériales de la Chine
- Les temples impériaux de la Chine
- La peinture chinoise vue par un peintre occidental. Introduction à l'histoire de la peinture chinoise, 1939

Daarnaast verzorgde hij de illustraties van een tweetal werken:
- Le Pays wallon, van Louis Delattre
- Nos aînés au champ d'honneur, van Dom Hadelin de Moreau (1894)